# 軟式野球審判員
軟式野球審判員（なんしきやきゅうしんぱんいん）は、軟式野球において審判員を行うための資格である。全国的にも競技人口が多く、軟式野球においては重要な資格である。

## 概要
資格には各都道府県連盟の事情により異なるが、通常2級・1級・審判指導員・審判技術指導員（通称 技術指導員）のランクがあり、それぞれ講習会を受けて都道府県連盟支部、または全日本軟式野球連盟（通称 全軟連）に登録される。
審判技術指導員には、各都道府県連盟審判技術指導員と全日本軟式野球連盟審判技術指導員とがあり、全軟連技術指導員に就任すると、試合での審判はもちろんの事、講習会での講師、全国大会や国体、国スポブロック大会（通称 ミニ国スポ）への派遣もある。高校野球の派遣審判員は球審を除く全ポジションを担当するが、軟式野球の派遣審判員は球審も含め全ポジションを担当する。
軟式野球のみならず、アマチュア野球の審判員は若い年齢層が不足している状態であり、今後、如何に審判員を獲得・発掘するかが重要な課題である。